# 田中佑典
田中 佑典（たなか ゆうすけ、1989年11月29日 - ）は、日本の体操選手。和歌山県出身。身長166cm。体重58kg。順天堂大学出身、コナミスポーツクラブを経て、同じく元体操選手だった兄の田中和仁が代表を務める田中体操クラブ所属。姉の田中理恵も元体操選手で現在は田中体操クラブ特別コーチ。得意種目は鉄棒。

## 略歴
体操一家の末っ子として、7歳で体操を始める。ジュニア期から強化指定選手に選ばれ、2006年には兄弟の中で最も早くナショナル入りを果たす。2007年のコトブス国際で、高校2年生ながら鉄棒2位に入り、国際ジュニア（横浜）では個人総合優勝を果たす。その冬に右手首を疲労骨折するが、2008年、1年生ながらインカレに順天堂大学のチームの一員として出場し、内村航平率いる日本体育大学を僅差でかわして優勝。
2011年、世界選手権の初代表、初出場を果たす。団体総合最終種目の鉄棒で落下し日本が金メダルを逃す一因となってしまった。
大学卒業後、コナミスポーツクラブ所属となる。
2012年ロンドンオリンピックの代表に選出される。ロンドンでは団体総合予選の鉄棒で落下するミスを犯すも、決勝では鉄棒で16.000点という高得点をマーク、チームの銀メダル獲得に貢献した。個人では種目別平行棒の決勝に予選1位の成績で進出、8位入賞を果たした。彩の国功労賞を受賞。
2014年の世界選手権では個人総合で銅メダル、団体総合で銀メダルを獲得した。
2015年の世界選手権ではそこまでトップで迎えた団体総合の最終種目、鉄棒で落下するも僅差でイギリスを上回り金メダルを獲得した。
2016年リオデジャネイロオリンピックでは、団体総合の決勝でつり輪、平行棒、鉄棒で演技し、金メダルを獲得。その功績から、和歌山市民栄誉賞第1号となり、和歌山県スポーツ栄誉賞、彩の国スポーツ功労賞も受賞し、知事特別表彰も贈られることとなった。11月、紫綬褒章を受章。
2022年4月1日より兄和仁が代表を務める田中体操クラブの所属となる。
2023年6月11日、全日本種目別選手権男子鉄棒で9年ぶりの優勝を果たした。